# Australysmus
Australysmus is een geslacht van insecten uit de familie van de watergaasvliegen (Osmylidae), die tot de orde netvleugeligen (Neuroptera) behoort.

## Soorten
- A. biproctus New, 1983
- A. furcatus New, 1983
- A. lacustris Kimmins, 1940
- A. neboissi New, 1983